# 虚脱
| ウィキペディアには「虚脱」という見出しの百科事典記事はありません（タイトルに「虚脱」を含むページの一覧/「虚脱」で始まるページの一覧）。 代わりにウィクショナリーのページ「虚脱」が役に立つかもしれません。 |